# Kathedrale von Cambrai

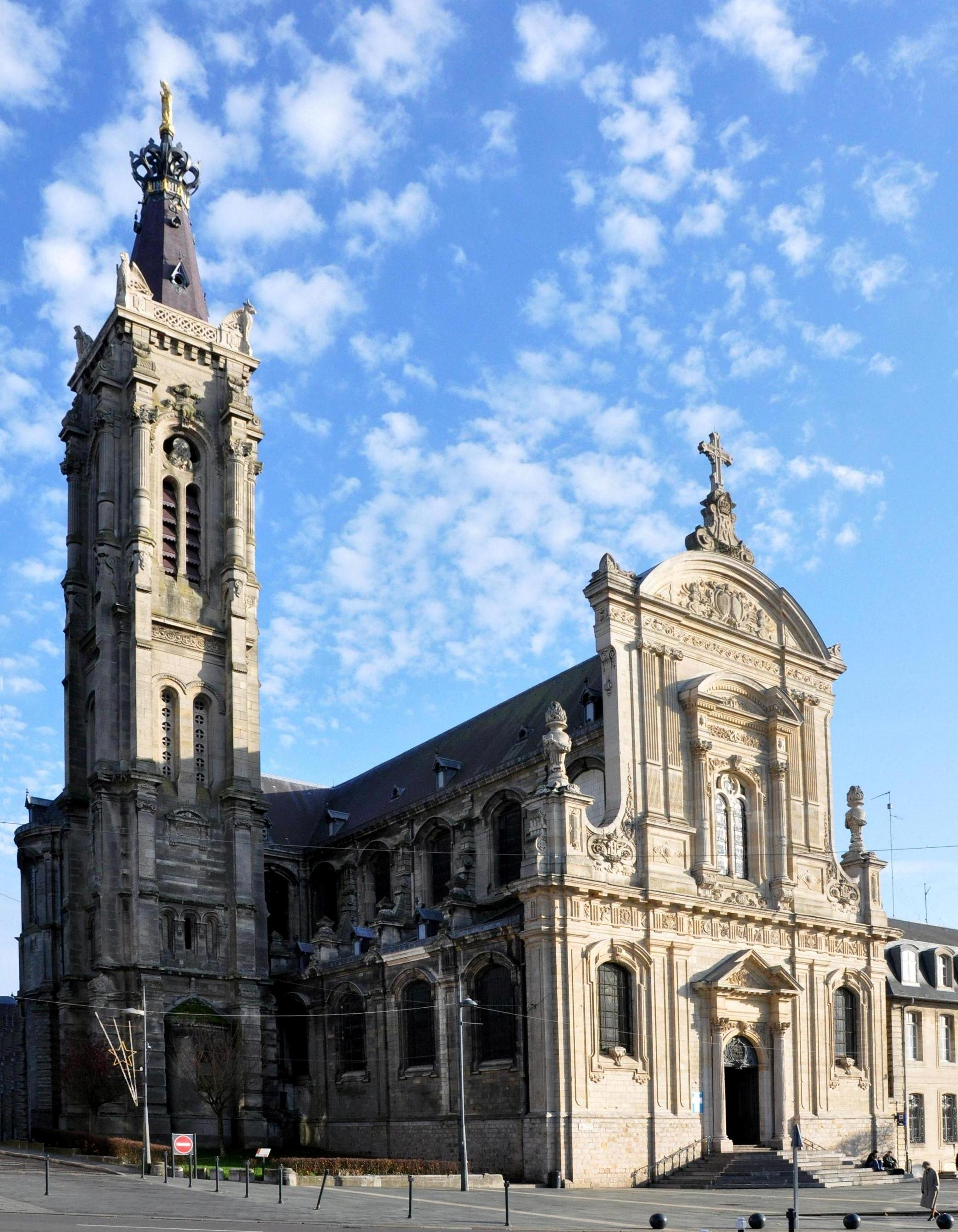
Kathedrale Notre-Dame de Grâce, Westfassade und Glockenturm

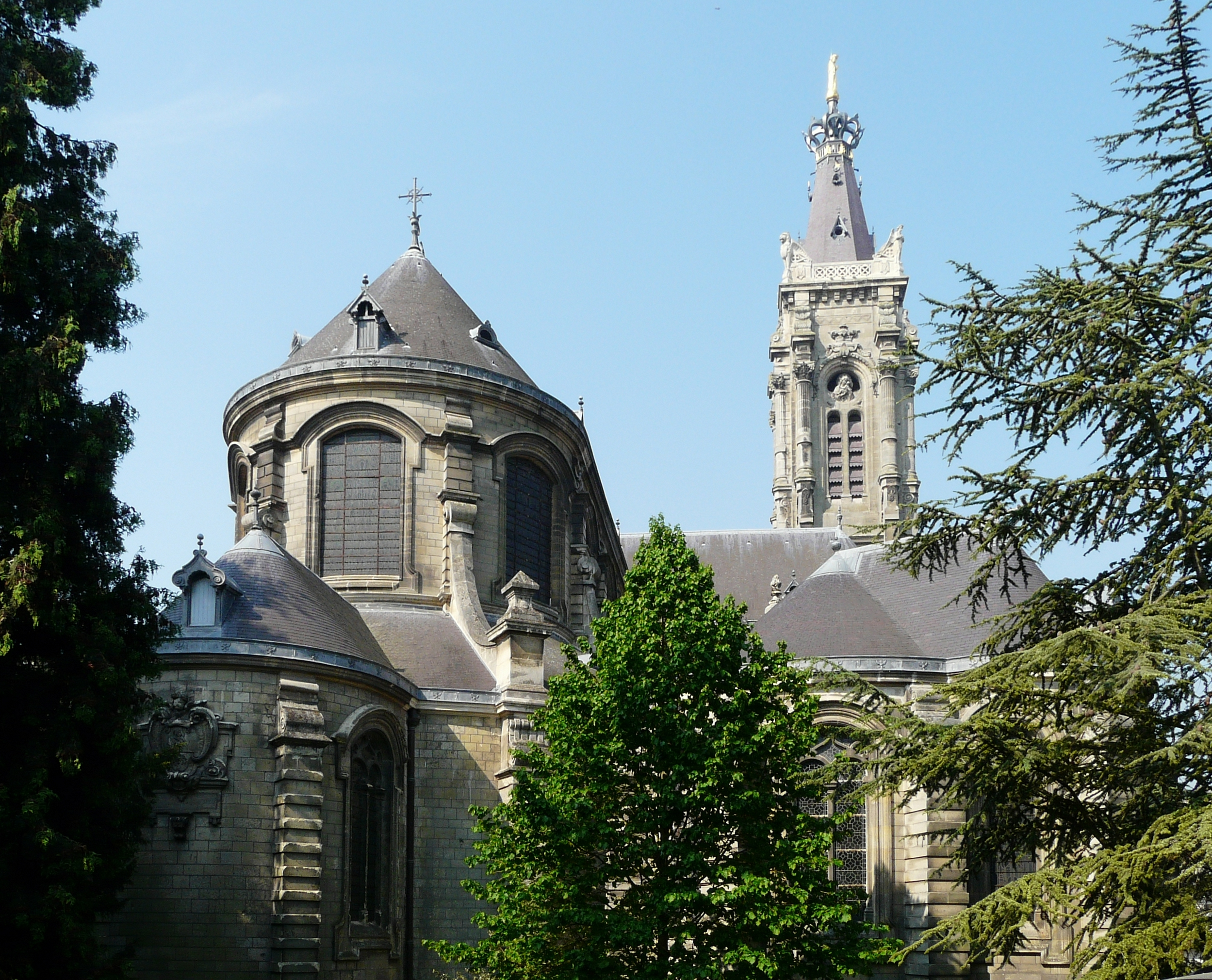
Ostansicht

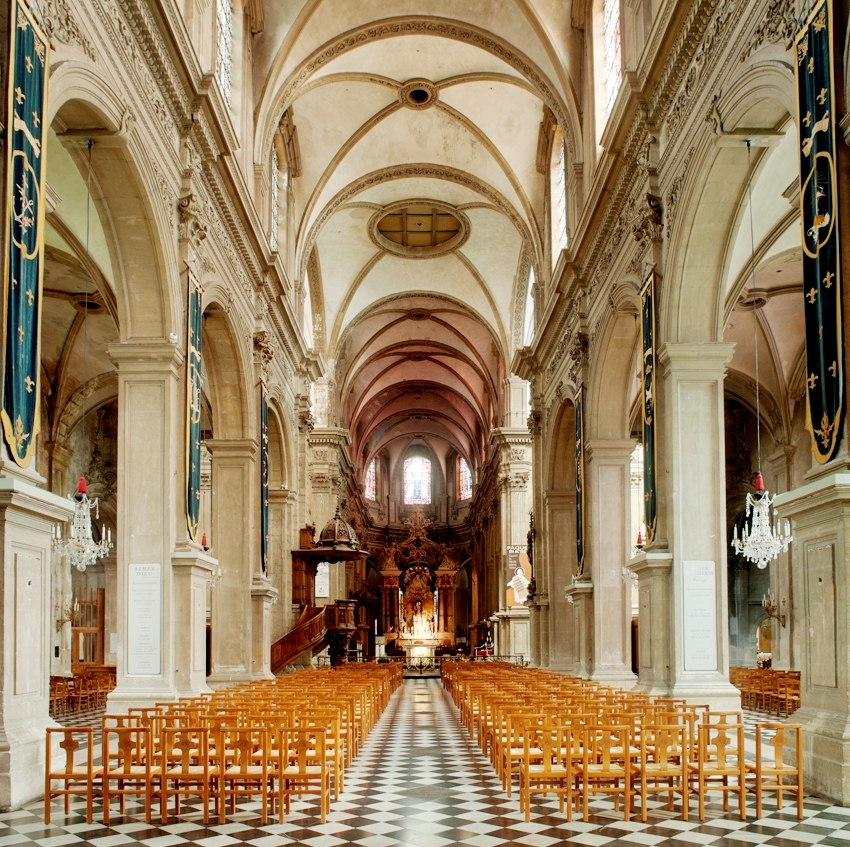
Inneres

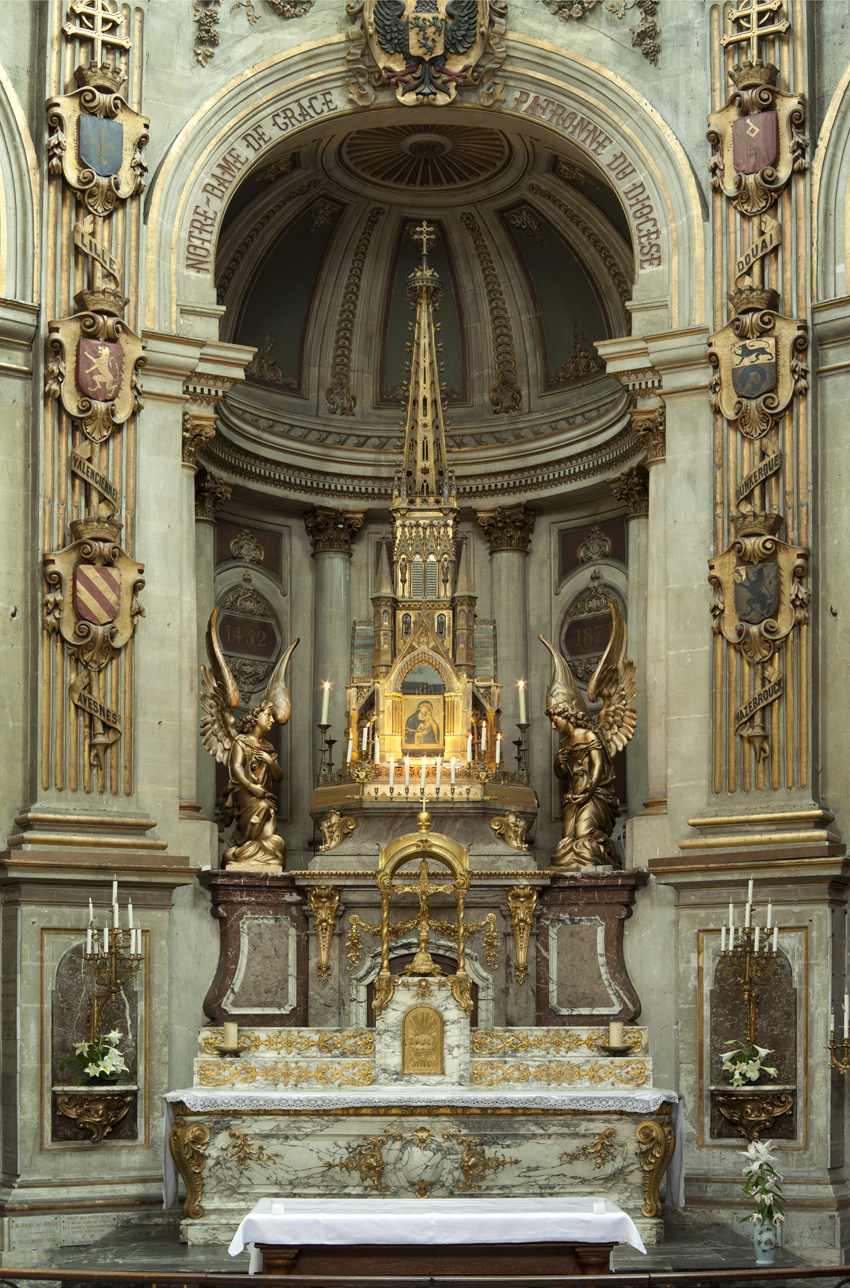
Die Ikone
Notre-Dame de Grâce in ihrem Altaraufbau, der dem Westbau der alten Kathedrale mit dem seinerzeit berühmten durchbrochenen Turmhelm nachgebildet ist

Die Kathedrale von Cambrai (Cathédrale Notre-Dame de Grâce de Cambrai) ist die
Bischofskirche des römisch-katholischen Erzbistums Cambrai in Cambrai (Nordfrankreich). Die ehemalige Benediktiner-Abteikirche, erbaut 1695–1703 im Stil des klassizistischen Barock, wurde nach der Zerstörung der alten Kathedrale von Cambrai im Jahr 1804 Sitz der Diözese. 1896 erhielt sie den Rang einer Basilica minor.

## Geschichte und Architektur

### Benediktinerabtei zum Heiligen Grab

#### Gründung
An der Stelle der heutigen Bischofskirche, damals noch außerhalb der befestigten Stadt, gründete Bischof Leutbert 1064 das Benediktinerkloster Zum Heiligen Grab (Saint-Sépulcre). Die Abteikirche gestaltete er durch größtmögliche topografische und architektonische Ähnlichkeit als Vergegenwärtigung der Grabeskirche in Jerusalem, die er auf seiner gescheiterten Wallfahrt 1054 nicht erreicht hatte. Er stattete seine Stiftung mit zahlreichen Reliquien und reichem Grundbesitz aus, den seine Nachfolger noch vermehrten.
Die frühromanische Kirche wurde in den folgenden Jahrhunderten mehrfach erweitert und stilistisch modernisiert.

#### Barocker Neubau der Abteikirche
Im Frieden von Nimwegen 1678/79 fiel das Hochstift Cambrai an das Königreich Frankreich. Als François Fénelon 1695 Erzbischof von Cambrai wurde, war eine seiner ersten Maßnahmen die vollständige Erneuerung der Abteikirche im Stil des Louis-quatorze. Sie war 1703 vollendet und ist im Wesentlichen der heutige Bau: eine dreischiffige Basilika auf Kreuzgrundriss mit langgestrecktem Chor und repräsentativer Westfassade.

#### Revolution
In den Wirren der Französischen Revolution wurden in Cambrai 22 Klosterkirchen, 10 Pfarrkirchen sowie die gotische Kathedrale, das „Wunder der Niederlande“ (la merveille des Pays-Bas), zerstört und abgetragen. Lediglich die beiden Abteikirchen Saint-Sépulcre und Saint-Aubert (heute Pfarrkirche Saint-Géry) entgingen diesem Schicksal. 1792 wurde der baufällige Glockenturm von Saint-Sépulcre abgerissen. Auf der Kanzel der Kirche proklamierte Joseph Le Bon 1794 den Kult der Vernunft.

### Kathedrale Notre-Dame de Grâce
Mit dem Konkordat von 1801 begann die Neuordnung der katholischen Kirche in Frankreich. Die Klöster und Stifte mit ihren Ländereien wurden säkularisiert. In Cambrai erhob der neue Bischof Louis Belmas die Kirche der aufgehobenen Heilig-Grab-Abtei zur neuen Kathedrale. Aus der untergegangenen alten Kathedrale wurden unter anderem die altverehrte Ikone Notre-Dame de Grâce – seitdem Namensgeberin der Kirche – sowie die sterblichen Überreste der dort bestatteten Bischöfe und Erzbischöfe hierher übertragen. Unter den dafür neu geschaffenen Grabmälern ist das von 1823 bis 1826 für den Schriftsteller, Bischof und Erbauer der Kirche Fénelon das bedeutendste.
1859 wurde die Kathedrale von einem schweren Brand betroffen. Es war vor allem der renommierte Eugène Viollet-le-Duc, der erreichte, dass sie nicht durch einen historistischen Neubau ersetzt, sondern in der Barockgestalt wiederhergestellt wurde, die als beispielhaft für ihre Epoche galt. Die Fassade wurde dabei um verschiedene Heiligenstatuen und Ornamente bereichert; am Chor wurde der Kapellenkranz hinzugefügt; für die Ausstattung entstanden aufwendige neobarocke Neuschöpfungen; vor allem aber wurde jetzt der neue hohe Glockenturm mit seiner charakteristischen Krone und der goldenen Marienstatue auf der Spitze errichtet. Am 12. Mai 1894 fand die feierliche Weihe der restaurierten Kirche statt.
Gegen Ende des Ersten Weltkriegs wurde die Kathedrale durch Granateneinschläge schwer beschädigt. Erst 1931 konnte sie wieder eröffnet werden.

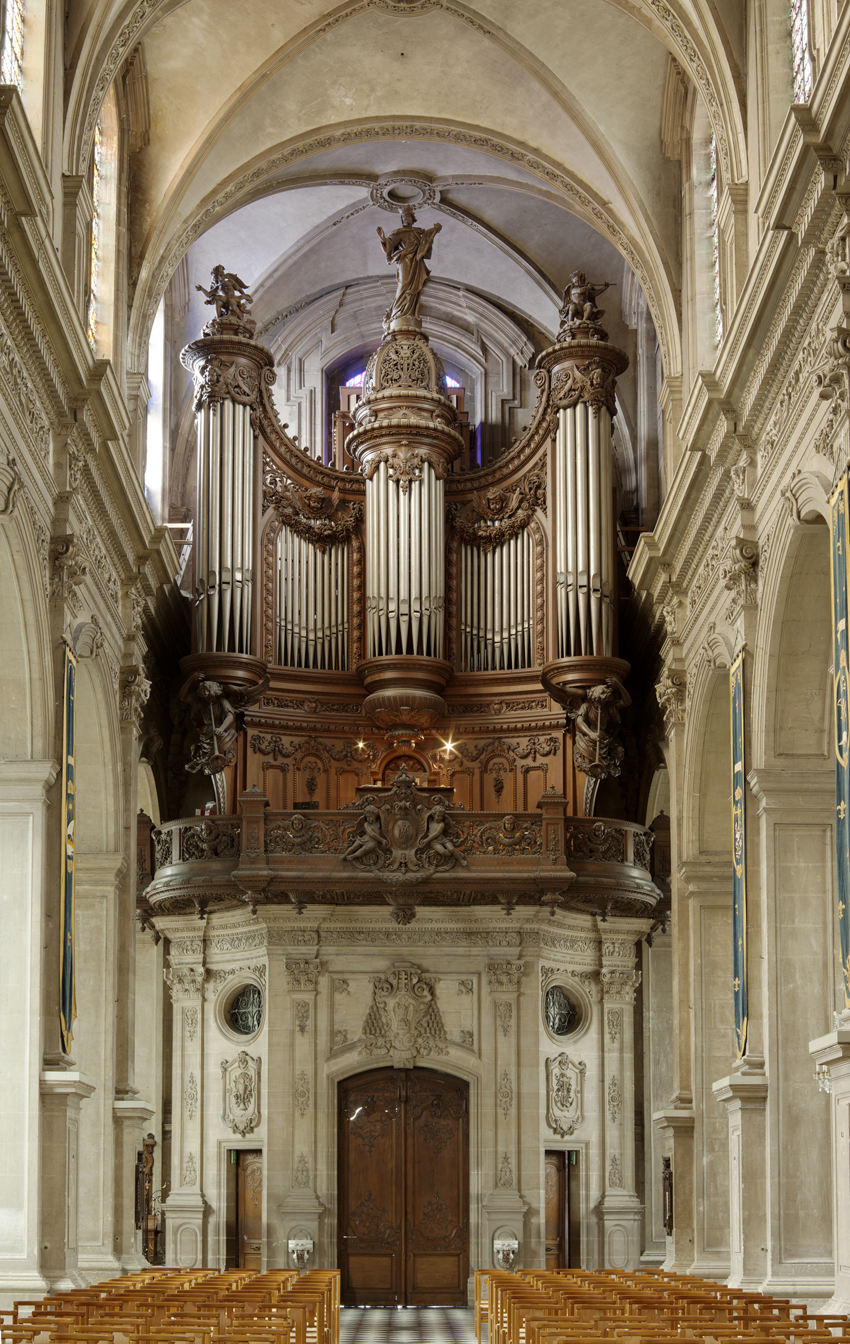
Blick auf die Orgel

## Orgel
Die Orgel wurde 1897 von der Orgelbauwerkstatt Pierre Schyven (Ixelles) erbaut. Das Instrument hatte 38 Register auf drei Manualen und Pedal und wurde später auf 49 Register (3.670 Pfeifen) erweitert. Der Orgelprospekt stammt aus der Mitte des 18. Jahrhunderts und wurde von dem Künstler Aimé-Joseph Carlier geschaffen. Die Trakturen sind elektrisch.
| I Grand-Orgue C–c4 |     |
| Montre             | 16′ |
| Bourdon            | 16′ |
| Montre             | 8′  |
| Bourdon            | 8′  |
| Flûte harmonique   | 8′  |
| Salicional         | 8′  |
| Prestant           | 4′  |
| Flûte à cheminée   | 4′  |
| Fourniture IV      |     |
| Cymbale II         |     |
| Cornet III-V       |     |
| Bombarde           | 16′ |
| Trompette          | 8′  |
| Clairon            | 4′  |

| II Positif expressif C–c4 |        |
| Montre                    | 8′     |
| Bourdon                   | 8′     |
| Principal                 | 4′     |
| Flûte douce               | 4′     |
| Nasard                    | 2 ⁄3′  |
| Quarte de nasard          | 2′     |
| Tierce                    | 1 3⁄5′ |
| Cymbale III               |        |
| Trompette                 | 8′     |
| Cromorne                  | 8′     |

| III Récit expressif C–c4 |     |
| Quintaton                | 16′ |
| Diapason                 | 8′  |
| Cor de nuit              | 8′  |
| Gambe                    | 8′  |
| Voix céleste             | 8′  |
| Fugara                   | 4′  |
| Flûte ouverte            | 4′  |
| Doublette                | 2′  |
| Plein-jeu IV             |     |
| Cornet V                 | 8′  |
| Bombarde                 | 16′ |
| Trompette                | 8′  |
| Basson-hautbois          | 8′  |
| Voix humaine             | 8′  |
| Clairon                  | 4′  |

| Pédale C–c4 |     |
| Bourdon     | 32′ |
| Flûte       | 16′ |
| Soubasse    | 16′ |
| Flûte       | 8′  |
| Bourdon     | 8′  |
| Violoncelle | 8′  |
| Flûte       | 4′  |
| Bombarde    | 16′ |
| Trompette   | 8′  |
| Clairon     | 4′  |